# Rhagodorta zorab
Rhagodorta zorab es una especie de arácnido  del orden Solifugae de la familia Rhagodidae.

## Distribución geográfica
Se encuentra en Irán y Arabia Saudita.